# لامار جونسون (لاعب كرة قاعدة)
لامار جونسون (بالإنجليزية: Lamar Johnson)‏ هو لاعب كرة قاعدة أمريكي، ولد في 2 سبتمبر 1950 في بيسمير في الولايات المتحدة.

## وصلات خارجية
- لامار جونسون على موقعبيزبول رفرنس.كوم (الدوري الرئيسي) (الإنجليزية)
- لامار جونسون على موقعبيزبول رفرنس.كوم (الدوري الثانوي) (الإنجليزية)